# Tropidurus insulanus
Espèce
Tropidurus insulanus est une espèce de sauriens de la famille des Tropiduridae.

## Répartition
Cette espèce est endémique du Sud du Pará au Brésil.

## Publication originale
- Rodrigues, 1987 : Sistematica, ecologia e zoogeografia dos Tropidurus do grupo torquatus ao sul do Rio Amazonas (Sauria, Iguanidae). Arquivos De Zoologia (Sao Paulo), vol. 31, n. 3, p. 105-230.